# Pradochano
Pradochano es una entidad local menor del municipio español de Plasencia, en la provincia de Cáceres.
Está situado a 10 km de Plasencia y tiene una población de 188 habitantes a 2 de marzo de 2025.

## Historia
La historia antigua de este lugar se remonta al descubrimiento de una villae romana en las cercanías de la población, en 1981, se realizó un estudio de campo localizando un fragmento marmóreo con una fragmentada inscripción romana, así como gran cantidad de restos cerámicos de esa misma época.
La localidad es relativamente joven. Fue formada por el IRYDA en el año 1968, habiendo sido sorteada entre los colonos el día 15 de febrero de este mismo año y siendo ocupada desde entonces. En abril de 1968 ya se encontraba totalmente habitada.

## Demografía
Sus datos de población han sido los siguientes:
- 2002: 163 habitantes
- 2005: 153 habitantes
- 2008: 148 habitantes
- 2011: 174 habitantes
- 2014: 164 habitantes
- 2016: 152 habitantes
- 2020: 153 habitantes

## Transporte
El pueblo se sitúa junto a una carretera comarcal que une la carretera EX-370 al norte con la autovía EX-A1 al sur.

## Festividades
Pradochano cuenta con las siguientes fiestas locales:
- Romería de la Virgen del Puerto, segunda semana después de Semana Santa.
- San Antonio de Padua, que se celebra el día 13 de junio.
- Fiestas Patronales de la Virgen, celebradas el primer fin de semana de agosto.